# Xã Bethlehem, Quận Cass, Indiana
Xã Bethlehem (tiếng Anh: Bethlehem Township) là một xã thuộc quận Cass, tiểu bang Indiana, Hoa Kỳ. Năm 2010, dân số của xã này là 795 người.